# Lithophane signosa
Lithophane signosa là một loài bướm đêm trong họ Noctuidae.